# Glorious Revolution
『Glorious Revolution』（グロリアス・レヴォリューション）は、松田聖子の通算24枚目のオリジナル・アルバム。1994年6月12日発売。発売元はソニーミュージック。

## 解説
先行シングル「もう一度、初めから」収録。

## 収録曲
全曲作詞：Seiko Matsuda　作曲：Seiko Matsuda,Ryo Ogura
1. Back for More　（4:58）
  - 編曲：Ryo Ogura & Yuji Toriyama
  - たかの友梨ビューティークリニックコマーシャルソング[2]、ケヴィン・ステアを相手役としたエロティックなコマーシャルが話題を呼んだ。ケヴィンは曲のミュージックビデオやアルバムのコンサートツアーにも出演している。
2. There for You（Album Mix）　（5:10）
  - 編曲：Satoshi Nakamura
3. もう一度、初めから　（4:51）
  - 編曲：Ryo Ogura
4. わがままなあなた　（4:38）
  - 編曲：Ryo Ogura
5. Babies Breath　（4:24）
  - 編曲：Satoshi Nakamura
6. はじまりは Break Up　（4:42）
  - 編曲：Yuji Toriyama
7. 天下のプレイガール　（4:17）
  - 編曲：Yuji Toriyama
8. 未来へのDistance　（4:46）
  - 編曲：Akira Nishihira
9. わたしにできるすべてのこと　（5:18）
  - 編曲：Satoshi Nakamura
10. 続…パラダイス　（4:54）
  - 編曲：Ryo Ogura

## 関連作品
- Back for More
  - Premium Diamond Bible
  - Diamond Bible
  - SEIKO STORY〜90s-00s HITS COLLECTION〜
- There for You
  - シングル「もう一度、初めから#関連作品」を参照
- もう一度、初めから
  - シングル「もう一度、初めから#関連作品」を参照
- はじまりは Break Up
  - Bible III
- 未来へのDistance
  - Dear
- わたしにできるすべてのこと
  - Dear
  - Ballad 〜20th Anniversary
  - Seiko Matsuda Best Ballad